# Batalla del Monte Álgido
La batalla del Monte Álgido fue un enfrentamiento militar sucedido en el año 458 a. C. entre la República romana y los ecuos que tuvo lugar en los alrededores del monte Álgido, próximo a Tusculum. Cincinato, nombrado dictador, convirtió una derrota romana en una importante victoria.

## Contexto
El gobierno romano ya era compartido entre los pueblos romanos originarios, los latinos y los sabinos. Por ejemplo, la gens Quincia, quienes tuvieron una importante influencia sobre la vida pública de Roma durante esta época, eran de origen latino. Los hérnicos estaban aliados con los romanos; los etruscos no chocaban con los romanos pese a que la ciudad etrusca de Veyes estaba situada muy cerca de Roma.
Los mayores enemigos de Roma en estos tiempos eran los volscos y los ecuos. Los volscos estaban ubicados en el territorio al oeste de Roma, mientras que los ecuos se hallaban al este. Ya sea junto a algún aliado o no, los ecuos atacaban permanentemente Roma y sus alrededores. Además, los ecuos se trasladaron desde los montes Apeninos hacia Tusculum (Frascati). Sus ataques interferían con el comercio y las comunicaciones a lo largo de la vía Latina y del territorio romano en general.
Dentro de Roma, en esta época, existían disturbios. Había conflicto entre los patricios y los plebeyos romanos. También hubo una revuelta de los esclavos de Roma en la cual tomaron la colina Capitolina durante un tiempo considerable, junto con los templos más importantes de la ciudad. En medio de esta revuelta, el cónsul Valerio Publícola falleció. Los disturbios finalizaron con la llegada de un ejército desde Tusculum liderado por el dictator Lucio Mamilio. Mientras tanto, Cincinato fue designado cónsul en reemplazo de Publícola.
En 459 a. C., los ecuos ocuparon Tusculum. Como respuesta ante la amenaza inminente, los romanos decidieron enviar un ejército bajo el mando del cónsul Lucio Cornelio Maluginense Uritino para ayudar a su ciudad aliada. El cónsul Quinto Fabio Vibulano, quien en ese momento se hallaba sitiando Antium, también movilizó sus tropas para atacar Tusculum. Finalmente, la gente de Tusculum consiguió recapturar su ciudad con la ayuda de Vibulano, quien pudo matar a muchos ecuos cerca del monte Álgido. A continuación, se estableció una tregua con los ecuos.
No mucho después, en 458 a. C., los ecuos rompieron la tregua y volvieron a atacar Tusculum, acampando cerca del Monte Álgido. Al mismo tiempo, un ejército sabino se puso en marcha contra Roma. Rápidamente se formaron dos ejércitos romanos: El cónsul Cayo Naucio Rútilo planeaba adentrarse en los territorios ecuos, mientras que el cónsul Lucio Minucio Esquilino Augurino atacaría el campamento del Monte Álgido.
Minucio no llegó a atacar a los ecuos, quienes, llegada la noche, habían comenzado a construir fortificaciones alrededor del campamento romano. Puesto que Naucio no supo cómo manejar la situación, Cincinato, cuyo breve período como cónsul había concluido, fue elegido dictador.

## La batalla
Cincinato eligió a su magister equitum y realizó una leva en el Campo de Marte, pidiendo a cada romano disponible que trajera comida para cinco días y doce valli. Los valli eran empleados para construir una muralla protectora alrededor del campaemento; la solicitud de doce valli en lugar de uno fue algo inusual.
El Ejército romano llegó al monte Álgido por la noche. Cincinato envió el aviso a los romanos sitiados de que había llegado y luego ordenó a sus hombres construir una muralla alrededor de los ecuos. Estos atacaron a Cincinato, pero pronto fueron obligados a darle la espalda para enfrentarse a las tropas de Minucio, quien había abandonado su campamento para reunirse con sus compatriotas. La muralla alrededor de los ecuos estuvo completa para el amanecer; Cincinato ordenó a sus hombres, quienes habían marchado y trabajado durante todo un día sin descanso alguno, que atacaran a los ecuos dentro de la muralla. Estos, incapaces de contener un ataque en dos frentes, se rindieron. Cincinato dejó ir a todos los ecuos salvo a sus líderes.

## Consecuencias
Los líderes ecuos fueron mantenidos prisioneros en Roma. El botín del saqueo al campamento ecuo fue distribuido entre los hombres de Cincinato, mientras que los romanos bajo el mando de Minucio eran criticados y el mismo Minucio, depuesto.
Cincinato recibió un triunfo romano, mientras que el cónsul Lucio Mamilio de Tusculum recibió la ciudadanía romana. Pese a haber sido electo como dictador por un período de seis meses, Cincinato renunció tras solo dieciséis días.